# Apus balstoni
El vencejo de Madagascar (Apus balstoni) se una especie de ave apodiforme de la familia Apodidae que habita en Madagascar y las islas Comoras. Algunos taxónomos todavía lo consideran una subespecie del vencejo de El Cabo, como Apus barbatus balstoni.